# 곡성군 (선거구)
곡성군은 대한민국의 옛 국회의원 선거구이다. 당시 전라남도 곡성군 지역을 관할했다.

## 역사
제헌 국회의원 선거를 앞두고 곡성군 전 지역을 관할하는 선거구로 신설되었다.
제6대 국회의원 선거를 앞두고 화순군 선거구와 통합되어 화순군·곡성군 선거구를 이루게 됨에 따라 폐지되었다.

## 역대 국회의원
| 선거   | 정당 | 정당       | 의원   |
| ------ | ---- | ---------- | ------ |
| 1948년 |      | 한국민주당 | 서우석 |
| 1950년 |      | 대한청년단 | 조순   |
| 1954년 |      | 자유당     | 조순   |
| 1958년 |      | 자유당     | 조순   |
| 1960년 |      | 민주당     | 윤추섭 |

## 역대 선거 결과

### 대한민국 제헌 국회의원 선거
|  | 61.09% |

|  | 38.90% |

### 대한민국 제2대 국회의원 선거
|  | 28.02% |

|  | 25.88% |

|  | 18.31% |

|  | 13.99% |

|  | 13.76% |

|  | 0% |

|  | 0% |

|  | 0% |

### 대한민국 제3대 국회의원 선거
|  | 59.38% |

|  | 23.80% |

|  | 16.81% |

### 대한민국 제4대 국회의원 선거
|  | 55.70% |

|  | 44.29% |

|  | 0% |

### 대한민국 제5대 국회의원 선거
|  | 27.06% |

|  | 20.23% |

|  | 15.00% |

|  | 14.59% |

|  | 8.99% |

|  | 8.58% |

|  | 5.52% |